# Aldo Severi
Aldo Severi,  (Buenos Aires, Argentina, 27 de junio de 1928 - Quilmes, Argentina, 23 de junio de 2005) fue un pintor argentino que nació en el barrio porteño de la Boca.  Después de criarse en dicho barrio y en Florencio Varela, se radicó con su familia de manera definitiva en la ciudad bonaerense de Quilmes.
Fue pintor, dibujante, grabador, ilustrador, muralista, ceramista y vitralista. Pero ha sido la pintura lo que le llevó al reconocimiento mundial basándose en temas muy populares como el tango, el fútbol, el barrio de La Boca, la ciudad de Quilmes, además de otros motivos, entre ellos, los relacionados con el arte sacro.  
También supo ser docente en innumerables colegios tras haber sido alumno graduado en la Academia Nacional de Bellas Artes “Prilidiano Pueyrredon” en 1950.
A lo largo de su fecunda vida ha sabido lograr muchos premios entre ellos haber sido Ciudadano Honorario de Quilmes y haber visto obras suyas reproducidas en estampillas del Correo Argentino.
Falleció el 23 de junio de 2005 en Quilmes.

Biografía:
Aldo Severi nace en La Boca (Buenos Aires) en 1928. Los años de su infancia, quedarán grabados para siempre y se reflejarán con mucha fuerza en numerosas de sus creaciones posteriores. En 1939 se radica definitivamente en Quilmes, luego de un breve lapso transitado en el “saludable microclima”, como le gustaba denominarlo, de Florencio Varela.
Tras haber cumplido su ciclo en la Escuela Manuel Belgrano, egresa luego de la Academia Nacional de Bellas Artes "Prilidiano Pueyrredón" para completar sus estudios en la Escuela Superior "Ernesto De la Cárcova" de Buenos Aires. A partir de 1951, inicia una intensa e ininterrumpida labor como profesor  de arte en colegios secundarios y escuelas de bellas artes, que se acrecentará con los años. Su prestigio como pintor crece año a año y obtiene distintos reconocimientos por la gran calidad de su obra. Complementa su labor actuando como miembro en varios jurados.    
En 1960 se casa con su alumna de Bellas Artes, Giuliana Fiorini, oriunda de Italia, quien se convertirá en un gran apoyo para el desarrollo de su vocación artística. De esta unión nacerán Darío y Carolina.
En 1963 expone, por primera vez, en una muestra individual en la galería "Van Riel" de Buenos Aires. A partir de ahí, son más de cincuenta las muestras individuales, y algunas colectivas, que realiza en el país y en el extranjero. Obras que han sabido ganarse un espacio en Estados Unidos, Canadá, Uruguay, Ecuador, España, Alemania, Inglaterra, Grecia, China, Japón, Singapur y Suecia. Con respecto a este último país, los representantes del "Museo Nacional de Danza de Estocolmo" concurren a la Argentina para seleccionar obras suyas, en referencia a la temática del tango, destinadas a la colección de ese museo.                                                                   
En 1969, incursiona como grabador, asistido por el maestro Leopoldo Fucshuber para lograr de las piedras sus mejores posibilidades sensibles. Publica una carpeta de sus litografías con textos de Teodoro Craiem. Realiza también serigrafías y monocopias.                                                                                                                                                                 
Desde 1972, ilustra cuentos y poesías del diario "La Prensa", en el tradicional suplemento cultural de los domingos, durante casi una década.
En 1973 acepta el nombramiento de Director de Cultura de la Municipalidad de Quilmes y años más tarde es designado Director del "Museo de Artes Visuales" de Quilmes. Durante su gestión se produce la primera gran apertura federal, convocando la participación de artistas plásticos de todo el país. Realiza también exposiciones a todos los niveles y de las diversas tendencias del arte, al tiempo que enriquece el patrimonio municipal, incorporando más de 250 obras, entre ellas, de artistas de la talla de Emilio Pettoruti, Antonio Berni, Paez Vilaró, Leo Vinci, Hermenegildo Sábat, Carlos Alonso y Antonio Pugía, entre muchos otros.  
En 1975 recibe del Ministerio de Educación de la Provincia de Buenos Aires, el "Premio Consagración 1974" en Artes Plásticas, por unanimidad del jurado.
En 1982, la UNESCO lo menciona entre los maestros argentinos más representativos de la última década. Ese mismo año, ENCOTEL (Empresa Nacional de Correos y Telecomunicaciones) publica los primeros dos sellos postales de colección, con reproducciones de sus pinturas, correspondientes al "Ciclo Arte Argentino". Por último, se publica el libro "Severi: Estudio crítico-biográfico", escrito por el eminente crítico, Dr. Rafael Squirru. Un año más tarde, es distinguido por el Ministerio de Relaciones Culturales y Culto a representar a la Argentina en la 17.ª Bienal de San Pablo, Brasil.
En 1990, es designado "Vecino ilustre de la ciudad de Quilmes", con unanimidad de votos de la Cámara, siendo el primer año que se otorga tal distinción. Ese mismo año, es invitado por la Dirección General de Asuntos Culturales de la Cancillería Argentina y seleccionado por el Consejo Consultivo de Artes Plásticas, participa como artista y curador de la muestras con la temática "Tango", en Singapur, durante el 25 aniversario de su independencia.
En Italia, entre 1991 y 1992, realiza cinco muestras: la primera en el "Palazzo dei Priori", en Perugia; la segunda en Spoleto, en el Encuentro Internacional del "Festival dei due mondi". En el "Instituto Italo -Latinoamericano" de Roma ofrece una mega exposición de sus cuadros, con el aporte de obras adquiridas anteriormente por coleccionistas italianos. Así, la ciudad eterna lo requiere para exponer temas sacros, concluyendo su periplo en la península con otra exposición de óleos y dibujos en la galería "El Gianicolo", todos ellos realizados durante su estadía en Italia. Estando en Italia, la ministra de Cultura y Responsable de los museos de los Países Bajos, le adquiere un retrato al grafito de Rembrandt realizado unos años antes en Buenos Aires.
En la Argentina, entre otras, exponen sus obras las galerías de arte: Nexo, Soudan, Lagard, Urzomarzo, Vermeer y Palatina, que lo incorpora a su grupo de artistas exclusivos desde el año 1989. Relevantes son las muestras retrospectivas antológicas como la del "Centro Cultural Borges", en el "Pabellón de las Naciones"; las salas de exposición del Palais de Glace; el espacio del "Teatro Argentino de La Plata"; el "Centro Cultural Mariano Moreno" de Bernal, que albergó alrededor de doscientas obras en sus tres pisos.
En 1992, la Secretaría de Educación y Cultura de la Ciudad de Buenos Aires, engalana su ciudad con la imagen de su obra "Sexteto Julio De Caro" con motivo del nombramiento de Buenos Aires como "Capital Iberoamericana de la Cultura".
En 1996, la editora de música internacional Forever Music INC, de los Estados Unidos, lanza su colección de 15 CD denominada "Timeless Tango" Las quince portadas muestran distintas obras de Aldo Severi.
En 1997, la Academia Porteña del Lunfardo le otorga el "Diploma a la Gloria del Tango", distinción que es entregada por José Gobello, Presidente de la Academia, y Ben Molar, Secretario Académico.

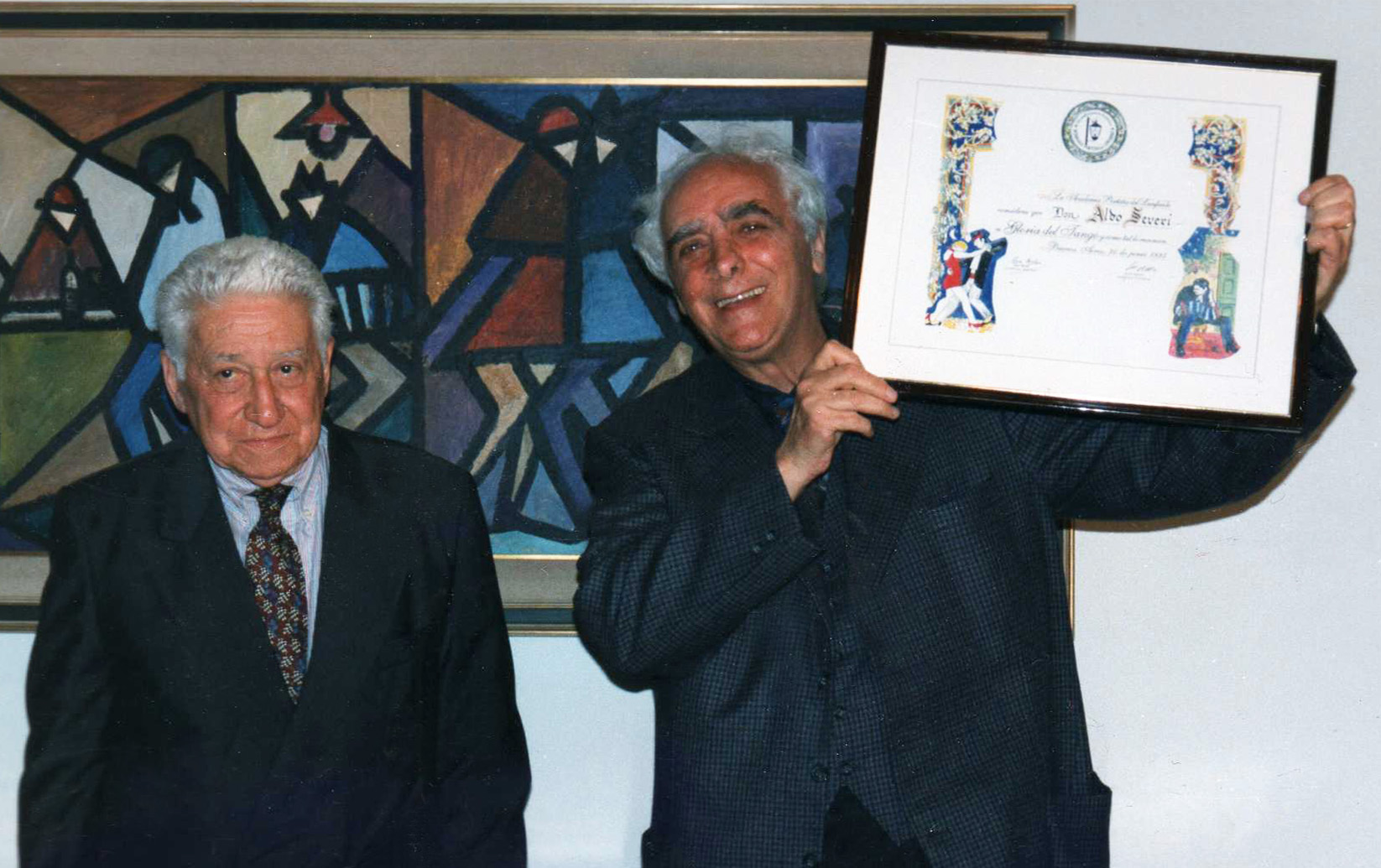
Aldo Severi recibe el “Diploma a la Gloria del Tango”. Foto: Daniel Tonelli

En 1999, se edita el "Anuario Latinoamericano de Artes Plásticas" con ilustraciones y obras de Aldo Severi y la reproducción de una pintura suya en la portada.
A partir del año 2000 se lo verá abocado, durante dos años, a la creación del vitral "Cristo Resucitado" de la Iglesia de la "Virgen de Luján" de Quilmes. Su trabajo personal fue donado a la comunidad, como anteriormente lo había hecho con el gran mural "Tres siglos para mi Tierra", monumental y representativa creación que está emplazada en el hall central del edificio de los Bomberos Voluntarios de Quilmes.
El acercamiento a su obra concitó y mereció el interés de importantes críticos argentinos e internacionales: Rafael Squirru, Leonardo Starico, César Magrini, Angel Bonomini, Osiris Chierico, León Benarós, Fermín Fevre, Massimo Duranti, Enrico Crispolti, Simone Arduini, Enrico Gallian, Enrique H. Gené, Jorge Aulicino, Federico Rozenbaum y Alberto Giudici, entre muchos otros.
En lo concerniente  a los documentales, telefilms y videos realizados sobre su vida y su obra, se destaca la labor de Daniel Tonelli, con varios audiovisuales, Alejo Apsega y Rodolfo Albónico.
En el año 2001 se presenta el libro "Aldo Severi: Una aristocrática visión de lo popular", escrito por Enrique H. Gené, una detallada biografía y ensayo crítico, acompañado de numerosas reproducciones de sus pinturas.
El maestro Aldo Severi, falleció el 26 de junio de 2005, en la ciudad de Quilmes, mientras estaba preparando una importante muestra que se realizó con carácter póstumo, en el "Museo Benito Quinquela Martín de La Boca".

Algunas reseñas críticas:
“Hace muchos años, veinte para ser preciso, decía que Aldo Severi era uno de los más valiosos expresionistas del arte argentino actual. El tiempo no ha hecho más que corroborarme.”                                         
Osiris Chierico: Presentación de catálogo, Galería Soudán. Buenos Aires, 5 de octubre de 1987.

“Hablo de Aldo Severi, uno de nuestros pintores más abnegadamente fieles a sí mismo, a un estilo que de tal manera se ha vuelto inconfundible, que sólo a él pertenece y que, por fuerza de su propia naturaleza lo convierte en único.”                      
César Magrini: Diario Cronista. Buenos Aires, 8 de octubre de 1987.

“Pienso que Aldo Severi es realmente un pintor de lo popular, pero con la misma jerarquía con que Borges puede escribir sobre lo popular”                                                      
Enrique Horacio Gené: Radio Nacional, marzo de 1989.

“A lo largo de los años, el Tango ha tenido y tiene muchos ilustradores, pero solo un pintor viviente y excelso: Aldo Severi.”                                                                                      
 León Benarós: Revista Proa (Proa en la  Artes Plásticas), Buenos Aires, septiembre / octubre de 1995.

“Si James B. Mason dijo que el único pintor con que podía ser comparado Quinquela Martín era Van Gogh (recordemos que Mason era Director de la Tate de Londres), me atrevo a afirmar que otro tanto podemos decir del arte de Severi.” 
Rafael Squirru: Revista Internacional Arte al Día, Documenta Latinoamericana, n° 73, enero de 1999.